# グレイ・ゼーブル
グレイ・ゼーブル (Grey Zabel, 2002年3月30日-) は、アメリカ合衆国サウスダコタ州ピア身のアメリカンフットボール選手。NFLのシアトル・シーホークスに所属している。ポジションはオフェンシブタックル。

## キャリア
ノースダコタ州立大学ではオフェンシブタックル。 2020年から2021年にバックアップだった。2022年にシーズンはスターターポジションに就任した。